# وزارة الخارجية والتعاون الدولي (صوماليلاند)
وزارة الخارجية والتعاون الدولي لجمهورية أرض الصومال (بالصومالية: Wasaarada Arrimaha Dibadda iyo Iskaashiga Caalamiga ah ee Jamhuuriyadda Somaliland)‏ هي الوزارة الحكومية في أرض الصومال التي تشرف على العلاقات الخارجية لأرض الصومال. الوزير الحالي هو ياسين حاج محمود.

## قائمة وزراء الخارجية
- يوسف شيخ كالي مدار
- عثمان عبد الله جامع
- محمد عبدي ذنبيل "جلبيدي"
- ساليبان محمود عدن
- محمود سعيد فقادي
- عبد الحكيم جراد جامع
- محمد سعيد جيس
- 2003-2006 إدنا آدم إسماعيل
- 2006-2010 عبد الله محمد دواله
- 2010-2013 محمد عبد الله عمر
- 2013-2015 محمد بيهي يونس
- 2015-2018 د. سعد علي شاير
- 2018-الوقت الحاضر ياسين حاج محمود "فراتون"

## روابط خارجية
- وزارة الخارجية بجمهورية أرض الصومال